# Cratopini
Cratopini es una tribu de insectos coleópteros curculiónidos pertenecientes a la subfamilia Entiminae.  

## Géneros
Cratopophilus – Cratopopsis – Cratopus – Hemicratopus – Lujaiella – Pseudiphisus – Scaevinus – Stiamus – Zyrcosoides